# Мисти (вулкан)
Ми́сти (исп. El Misti) — вулкан в Южной Америке на территории южного Перу. Высота 5822 м, зимой вершина покрыта снегом.
Всего в 17 км к западу располагается второй по величине город Перу Арекипа с населением около 1 млн человек (2009). Многие из зданий в городе выстроены из белых отложений пирокластических потоков Мисти, из-за чего Арекипа известна как «Белый город». Река Чили, протекающая через город, уходит в каньон между Мисти и расположенным севернее древним вулканическим комплексом Чачани (6075 м). К югу от Мисти располагается вулкан Пичу-Пичу (5669 м).

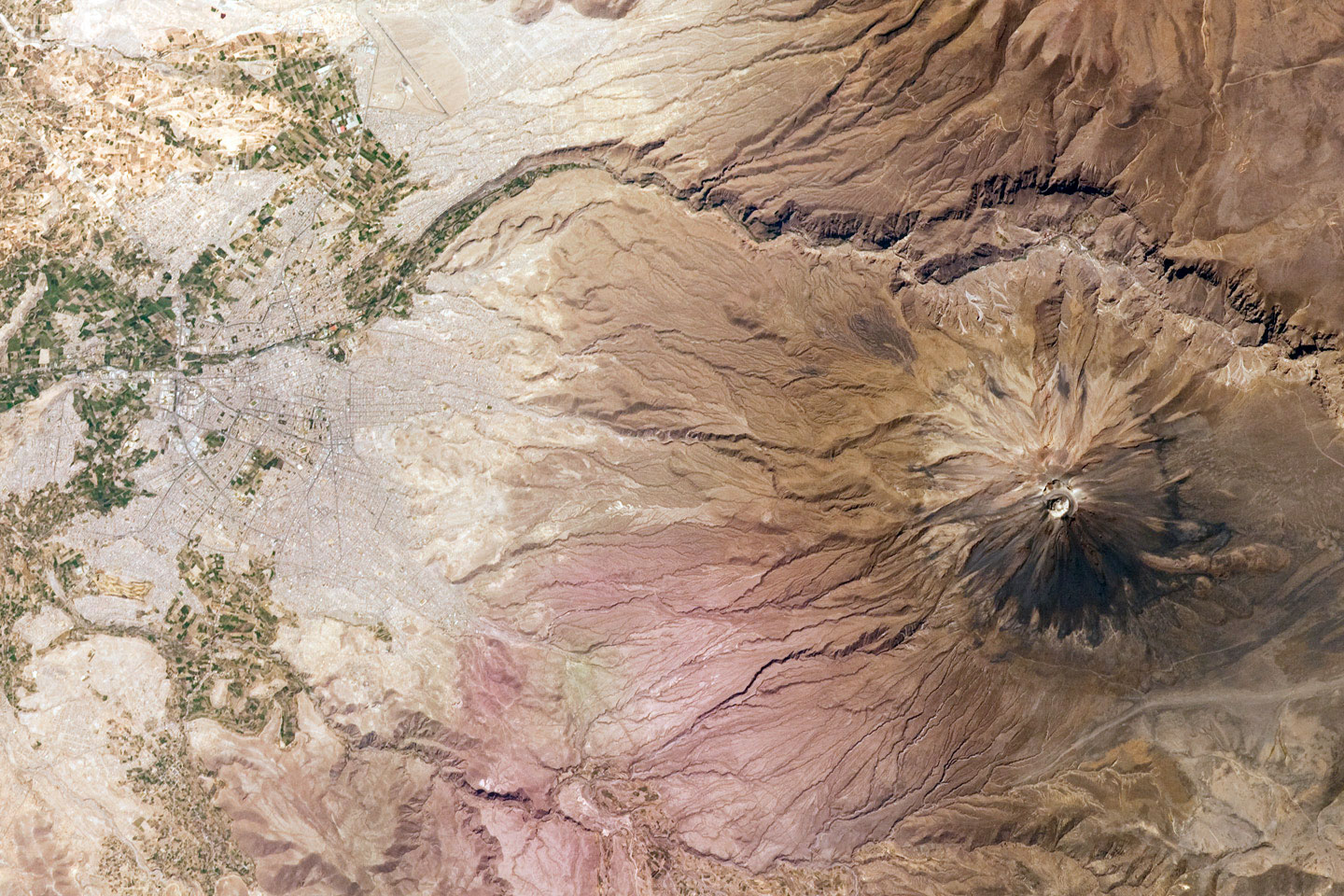
Спутниковая фотография Мисти и Арекипы

Мисти — активный вулкан, последнее слабое извержение было зарегистрировано в 1985 году. По форме вулканического конуса Мисти представляет собой типичный стратовулкан, для которых характерно чередование истечения лавы и взрывных извержений с пеплом и пирокластическими потоками. Вулкан имеет три концентрических кратера. Во внутреннем кратере можно наблюдать фумарольную активность. Геологические исследования указывают на то, что Мисти за последние сто лет имел 5 слабых извержений. В XV веке сильное извержение вулкана заставило жителей города Арекипы бежать из него.
Рядом с внутренним кратером в 1998 году было найдено шесть инкских мумий и несколько артефактов после месяца раскопок под руководством Джона Рейнхарда и Хосе Антонио Чавеса. Находки хранятся в музее Андских святилищ (Museo de Santuarios Andinos) в Арекипе.
Подъём на Мисти можно осуществить в любое время года, хотя в декабре и январе этому препятствует низкая температура и плохая видимость. Пик туристического сезона — с мая по начало сентября. У большинства туристов покорение вулкана займёт два дня.